# Ruck (personaggio)
(Ruck a Trueblood)
Ruck, è un personaggio immaginario della serie televisiva d'animazione Roswell Conspiracies, creata da Kaaren Lee Brown.

È doppiato in originale da Scott McNeil ed in italiano da Alberto Sette.

## Caratteristiche

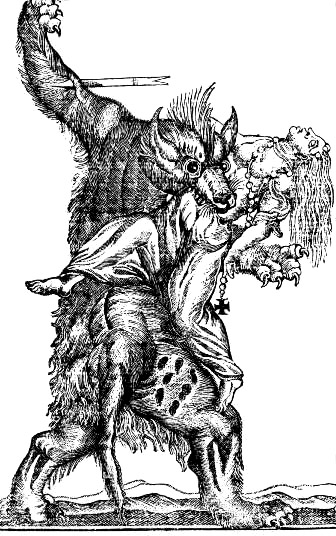
Un disegno raffigurante un licantropo.

Ruck è alto circa due metri e dieci ed ha l'aspetto di un lupo umanoide dotato di protuberanze ossee simili a metallo, congiuntive nere e occhi rossi. Ha tre dita per ogni mano e tre per ogni piede e sebbene sia sostenuto da un scheletro interno è inoltre ricoperto da un esoscheletro esterno. Ha due zanne simili a quelle dei cinghiali ai lati del muso e due file di denti simili a quelle di un cane nella mascella. L'estremità mandibolare del muso è di un colore più chiaro rispetto al resto della pelliccia di colore marrone scuro. Il dorso, il collo e i gomiti sono rivestiti da un'ispida pelliccia colorata come tipico della sua razza, ma di tutti i Licantropi visti nella serie solamente Ruck ha la criniera di colore verde.
Ruck è spietato, inclemente, irascibile, astuto e bugiardo. Si presenta come un vero sofista ed un ipocrita pronto a qualsiasi sotterfugio o menzogna pur di continuare la sua guerra con le altre razze. Disposto a sacrificare ogni cosa ed ogni persona a lui vicina pur di raggiungere i suoi scopi, il suo unico sentimento d'affetto sincero va alla defunta compagna Kara, mentre il suo rapporto col figlio Athos resta teso e discorde per la maggior parte della serie, dato che il licantropo non desidera la guerra e vede una figura maggiormente paterna in Logan che in Ruck. Verso la fine riuscirà ad accettare la diversità del figlio, ma ne farà parola solo a Walter Logan, poco prima di morire eroicamente contro gli Shadoen.
Ruck ha un rapporto conflittuale misto tra rivalità e rispetto per Logan e per tutta la durata della serie non si rivolge mai a Ti-Yet col suo nome ma solo come "Schiavo".

## Biografia del personaggio

### Antefatti
Ruck nacque sulla Terra nel 1990, figlio del precedente capo dei Licantropi ereditò naturalmente tale ruolo e si dimostrò abile nel ricoprirlo proprio per via delle sue innate doti di guerriero. La sua vita fu consacrata fin dal primo vagito alla guerra ed alla violenza, ma nonostante ciò ci fu sempre un lato buono in lui, visto unicamente da Kara, una Licantropa per cui Ruck provò gli unici sentimenti d'affetto mai provati in vita sua e che divenne la sua compagna.

### Nella serie
Nel 1999, quando la serie prende il via Ruck ha 9 anni e, in età Licantropa, è già un uomo di mezza età. Nella sua prima apparizione stringe un'alleanza con Rinaker e Trueblood al fine di recuperare la bomba EMP dall'Himalaya. Arrivati sul posto tuttavia il Licantropo tradisce l'Alleanza e mostra la sua reale intenzione di impadronirsi dell'ordigno e degli Yeti, che considera sua proprietà in quanto schiavi. La resistenza di Logan e l'arrivo delle truppe di soccorso dell'Alleanza tuttavia portano il suo piano al fallimento con conseguente cattura del Licantropo.
Tuttavia questo era in realtà un pericolo già calcolato, difatti Ruck si era munito del veleno di un Vampiro che teneva nascosto sotto l'unghia dell'indice. Aspettando il momento propizio Ruck avvelena Ti-Yet per farsi rivelare l'ubicazione della bomba EMP. Riuscito nel suo intento evaderà dalla detenzione dell'Alleanza e si impadronirà dell'ordigno con l'intento di farlo detonare sulla Terra. L'intervento di Ti-Yet, Logan e Sh'lainn tuttavia interferisce con il suo piano e dopo una dura battaglia (in cui rimane sfigrato alla guancia destra da un colpo dell'ex-cacciatore di taglie) viene nuovamente arrestato.
Ruck evaderà poi una seconda volta, giusto in tempo per scoprire che Kara sta per dargli un cucciolo. Malauguratamente durante la sua assenza dall'ospedale Licantropo in cui la compagna sta per partorire l'Alleanza bombarda l'edificio e solo l'intervento di Logan e Sh'lainn salva la vita di Kara, che tuttavia muore poco dopo dando alla luce Athos e chiedendo come ultima volontà che si unisca al Condotto. Ruck ignaro che il suo cucciolo sia sopravvissuto ruba un mezzo dell'Alleanza ed invertendo il pilota automatico di dirige verso il loro bunker desideroso di vendetta, viene però fermato da Logan che gli riconsegna il figlio comunicandogli le ultime volontà di Kara. Il Licantropo, seppur contrariato, promette che le rispetterà.
Effettivamente Ruck permette ad Athos di unirsi al Condotto, ma al solo scopo di ottenere da esso informazioni sull'organizzazione per poterla controllare dall'interno. Inoltre sfruttando l'abilità di Athos di mimare l'aspetto di Logan vorrebbe introdurlo nell'Alleanza al posto dell'ex-cacciatore di taglie per lo stesso motivo. Athos però si ribella a tutto ciò e, con l'aiuto di Logan e Sh'lainn permette la cattura del genitore da parte dell'Alleanza.
Il Licantropo tornerà libero molti episodi più avanti, quando ruberà a Volpe Bianca, prozio di Trueblood le mappe per raggiungere la Grotta della Visione al fine di catturare uno degli spiriti che vi si manifestano ed usarlo come arma, ancora una volta però i suoi piani falliscono.
Nuovamente imprigionato nei sotterranei dell'Alleanza, Ruck fuggirà un'ennesima volta dopo la rivelazione della vera identità di Rinaker, e sarà uno dei personaggi a combattere nella guerra contro gli Shadoen.

#### Morte
Il suo aiuto è fondamentale durante la guerra, in quanto permetterà la vittoria grazie ad una missione suicida svolta assieme a Nathan Boyer, prima della quale lascerà detto a Walter Logan quanto sia fiero di suo figlio Athos.
Sebbene sia stato il peggior nemico dell'Alleanza per tutta la durata della serie, Ruck alla fine ne diverrà il più grande eroe, morendo nell'adempimento della manovra che provoca il crollo del campo di forza attorno alla flotta Shadoen.

## Poteri e abilità
Ruck è il Licantropo più forte visto nella serie; ha un'attitudine naturale al combattimento che lo porta ad essere un avversario insidioso perfino per Logan e Trueblood. Inoltre è incredibilmente capace in campo bellico e strategico. Causa la sua natura guerrafondaia possiede ottime capacità militari e d'infiltrazione oltre all'abitudine di non lasciare mai nulla al caso.
Ruck possiede una forza molto maggiore a quella di un umano, abbastanza per sfondare porte di ferro a spallate o lacerarle con gli artigli. Nonostante la sua razza sia tranquillamente affrontabile da parte di un uomo ben addestrato Ruck sembra avere una misura di forza molto maggiore che lo rende più pericoloso degli altri suoi simili. Possiede un'agilità straordinaria e dei sensi molto acuti, e nonostante cammini eretto per la maggior parte del tempo può raggiungere velocità inverosimili correndo a quattro zampe. Causa la doppia struttura scheletrica (interna ed esterna) dispone di un'elevata resistenza e come tutti i suoi simili è un mutaforma capace di assumere a piacimento le sembianze di qualsiasi altra razza.
È solito usare come arma un bracciale dotato di triplo cannone laser e possiede un'incredibile destrezza in fatto d'armi da fuoco.